# Vuoksojaure
Vuoksojaure är en sjö i Arjeplogs kommun i Lappland och ingår i Skellefteälvens huvudavrinningsområde. Vuoksojaure ligger i Hornavan-Sädvajaure fjällurskog Natura 2000-område.